# Dammela... la mano
Dammela... la mano è il secondo singolo estratto dall'album Distrattamente del cantautore italiano Pierdavide Carone, entrato in rotazione radiofonica il 4 marzo 2011 e pubblicato dalla Sony Music.
Il 7 aprile 2011 è stato pubblicato il videoclip del singolo in esclusiva per lo Speciale musica sul portale Mediaset.it.
Il testo della canzone tratta in vena ironica il corteggiamento disperato di un uomo verso una donna.

## Tracce
Testi e musiche di Pierdavide Carone.
1. Dammela... la mano – 3:48